# Amyna natalensis
Amyna natalensis là một loài bướm đêm trong họ Noctuidae.